# UTC+02:00
UTC+2 est un fuseau horaire, en avance de 2 heures sur UTC.

## Zones concernées

### Toute l'année
UTC+2 est utilisé toute l'année dans les pays et territoires suivants :
- Afrique du Sud ;
- Botswana ;
- Burundi ;

- République démocratique du Congo :
  - Nord-Kivu ;
  - Sud-Kivu ;
  - Haut-Uele ;
  - Bas-Uele ;
  - Tshopo (province) ;
  - Ituri ;
  - Maniema ;
  - Tanganyika (province) ;
  - Haut-Lomami ;
  - Haut-Katanga ;
  - Lualaba (province) ;
  - Sankuru (province) ;
  - Lomami (province) ;
  - Kasaï (province) ;
  - Kasaï-Central ;
  - Kasaï-Oriental (province).

- Eswatini ;
- Lesotho ;
- Libye ;
- Malawi ;
- Mozambique ;
- Namibie ;
- Russie (zone 1) :  Oblast de Kaliningrad ;
- Rwanda ;
- Soudan ;
- Soudan du Sud ;
- Zambie ;
- Zimbabwe.

### Heure d'hiver (hémisphère nord)
Les zones suivantes utilisent UTC+2 pendant l'heure d'hiver (dans l'hémisphère nord) et UTC+3 à l'heure d'été :
- Pays suivant l'heure d'été de l'heure normale d'Europe de l'Est (HNEE) :
  -  Bulgarie ;
  -  Chypre ;
  -  Chypre du Nord ;
  -  Égypte[1] ;
  -  Estonie ;
  -  Finlande ;
  -  Grèce ;
  -  Lettonie ;
  -  Lituanie ;
  -  Moldavie ;
  -  Roumanie ;
  -  Royaume-Uni : Bases chypriotes d'Akrotiri et Dhekelia ;
  -  Ukraine (sauf la Crimée).

- Pays suivant d'autres règles pour l'heure d'été :
  -  Israël ;
  -  Liban ;
  -  Palestine.

### Heure d'hiver (hémisphère sud)
Aucune zone n'utilise UTC+2 pendant l'heure d'hiver (dans l'hémisphère sud) et UTC+3 à l'heure d'été.

### Heure d'été (hémisphère nord)
Les zones suivantes utilisent UTC+2 pendant l'heure d'été (dans l'hémisphère nord) et UTC+1 à l'heure d'hiver :
- Albanie ;
- Allemagne ;
- Andorre ;
- Autriche ;
- Belgique ;
- Bosnie-Herzégovine ;
- Croatie ;
- Danemark ;
- Espagne (territoire métropolitain, y compris  Ceuta et  Melilla) ;
- France (territoire métropolitain) ;
- Hongrie ;
- Italie ;
- Liechtenstein ;
- Luxembourg ;
- Macédoine du Nord ;
- Malte ;
- Monaco ;
- Monténégro.

- Norvège :
  - Territoire métropolitain ;
  - Jan Mayen ;
  - Svalbard.

- Pays-Bas ;
- Pologne ;
- République tchèque ;
- Royaume-Uni :  Gibraltar ;
- Saint-Marin ;
- Serbie ;
- Slovaquie ;
- Slovénie ;
- Suède ;
- Suisse ;
- Vatican.

Tous les pays européens d'UTC+1 utilisent la même date pour l'heure d'été. En Afrique, après avoir réinstauré en 2006 le passage à l'heure d'été dans un souci d'économie d'énergie et d'alignement sur l'heure européenne, le gouvernement tunisien a décidé de renoncer à l'heure d'été en mars 2009. Cette mesure a été prise en raison de la coïncidence du mois de Ramadan avec la période concernée par l'heure d'été. De 2006 à 2009, la Tunisie utilisait une date légèrement différente pour le passage à l'heure d'été, à savoir du dernier dimanche du mois de mars au dernier dimanche du mois d'octobre. L'expérience antérieure à celle de 2009 n'avait pas non plus été maintenue pour une longue durée.

### Heure d'été (hémisphère sud)
Aucune zone n'utilise UTC+2 pendant l'heure d'été (dans l'hémisphère sud) et UTC+1 à l'heure d'hiver

## Géographie
À l'origine, UTC+2 concerne une zone du globe comprise entre 22,5° E et 37,5° E et l'heure initialement utilisée correspondait à l'heure solaire moyenne du 30e méridien est (référence supplantée par UTC en 1972). Pour des raisons pratiques, les pays utilisant ce fuseau horaire couvrent une zone plus étendue.
En Russie, UTC+2 porte le nom de Калининградское время, (« heure de Kaliningrad », abrégé en USZ1). En Europe, il est également appelé heure normale d'Europe de l'Est (HNEE) et heure d'été d'Europe centrale (HEE) ou heure avancée d'Europe centrale (HAEC). En Afrique, heure d'Afrique centrale, (CAT). En Israël, il est appelé heure normale d'Israël (IST).